# Calopteryx orientalis
Calopteryx orientalis là loài chuồn chuồn trong họ Calopterygidae. Loài này được Selys mô tả khoa học đầu tiên năm 1887.